# Scriptania albofusca
Scriptania albofusca là một loài bướm đêm trong họ Noctuidae.